# Boa Esperança (Espírito Santo)
Boa Esperança is een gemeente in de Braziliaanse deelstaat Espírito Santo. De gemeente telt 13.119 inwoners (schatting 2009).